# Jack Hildyard
Jack Hildyard (ur. 17 marca 1908 Londynie, zm. 5 września 1990 tamże) – brytyjski operator filmowy, laureat Oscara za najlepsze zdjęcia. Brat dwukrotnie nagrodzonego Oscarem dźwiękowca Davida Hildyarda.

## Kariera
Pracę w branży filmowej rozpoczął w 1934 r. Początkowo pracował jako asystent kamerzysty. Jako samodzielny operator zadebiutował Henrykiem V (1944) Laurence’a Oliviera, dzięki któremu zdobył cenne doświadczenie pracy przy filmie barwnym, co zaowocowało kolejnymi projektami filmowymi zarówno w Anglii, jak i w USA.
Kilkukrotnie współpracował z reżyserem Davidem Leanem, za którego Most na rzece Kwai (1957) zdobył Oscara za najlepsze zdjęcia. Był autorem zdjęć do ponad 80 filmów, m.in. Cezar i Kleopatra (1945) Gabriela Pascala, Anastazja (1956) Anatole’a Litvaka, Nagle, zeszłego lata (1959) Josepha L. Mankiewicza, Przybysze o zmierzchu (1960) Freda Zinnemanna czy Modesty Blaise (1966) Josepha Loseya.

## Filmografia

### Krótkometrażowe
- 1950: The Dancing Fleece (animowany: czas – 19')
- 1974: The Last Chapter (obyczajowy: 29')

### Seriale/filmy TV
- 1974: Mousey (dreszczowiec TV: czas – 85')
- 1976: Piękna i bestia (fantasy TV: 74')
- 1984: Zwariowane przygody Robin Hooda (film TV: 100')
- 1984: Wyspa Ellis (mini-serial TV)
- 1985: Florence Nightingale (film TV: 140')

### Fabularne
- 1934:
  - Freedom of the Seas (obyczajowy: czas – 74')
- 1938:
  - Rozwód Lady X (komedia: 92')
  - Pigmalion (komediodramat: 96')
- 1939:
  - The Mikado (musical: 90')
  - Over the Moon (komedia: 85')
- 1940:
  - French Without Tears (komedia: 86')
  - Spy for a Day (dreszczowiec: 71')
- 1941:
  - Major Barbara (komedia: 131')
  - Nieuchwytny Smith (dreszczowiec: 120')
- 1942:
  - The First of the Few (biograficzny: 118')
  - Thunder Rock (dramat wojenny: 112')
- 1943:
  - The Flemish Farm (dramat wojenny: 82')
  - Escape to Danger (dreszczowiec: 84')
  - The Lamp Still Burns (melodramat: 87')
- 1944:
  - Henryk V (biograficzny: 137')
- 1945:
  - Droga do gwiazd (dramat wojenny: 109')
  - Cezar i Kleopatra (dramat kostiumowy: 138')
- 1946:
  - School for Secrets (dramat wojenny: 102')
- 1947:
  - While the Sun Shines (komediodramat: 90')
- 1948:
  - Vice Versa (komedia/fantasy: 111')
  - The First Gentleman (dramat historyczny: 111')
  - Sleeping Car to Trieste (krynminał: 95')
- 1949:
  - Cardboard Cavalier (komedia: 96')
  - The Perfect Woman (komedia/SF: 89')
  - The Chiltern Hundreds (komedia: 84')
- 1950:
  - The Reluctant Widow (obyczajowy: 91')
  - Tony Draws a Horse (komedia: 91')
- 1951:
  - Talk of a Million (komedia: 73')
  - Hotel Sahara (komedia wojenna: 96')
- 1952:
  - Home at Seven (kryminał: 85')
  - Bariera dźwięku (przygodowy: 118')
  - Folly to Be Wise (komedia: 91')
- 1953: Sedno sprawy (dramat: 105')
- 1954:
  - Wybór Hobsona (komediodramat: 108')
  - The Green Scarf (sensacyjny: 96')
  - The Teckman Mystery (sensacyjny: 90')
- 1955:
  - Urlop w Wenecji (melodramat: 102')
  - The Deep Blue Sea (melodramat: 100')
- 1956:
  - The March Hare (komedia: 85')
  - Charley Moon (musical: 92')
  - Anastazja (dramat biograficzny: 105')
- 1957:
  - The Living Idol (horror: 100')
  - Most na rzece Kwai (dramat wojenny: 161')
- 1958:
  - Cyganka i dżentelmen (obyczajowy: 103')
  - Burzliwy romans (melodramat wojenny: 91')
- 1959:
  - Podróż (melodramat wojenny: 126')
  - Uczeń diabła (komedia: 83')
  - Jet Storm (dreszczowiec: 99')
  - Nagle, ostatniego lata (dreszczowiec: 114')
- 1960:
  - Milionerka (komediodramat: 90')
  - Przybysze o zmierzchu (dramat przygodowy: 133')
- 1962:
  - Droga do Hong Kongu (komedia/SF: 91')
  - Live Now - Pay Later (komedia: 104')
- 1963:
  - 55 dni w Pekinie (dramat historyczny: 154')
  - Kleopatra (dramat historyczny: 192')
  - Z życia VIP-ów (obyczajowy: 119')
- 1964:
  - Świat cyrku (western: 135')
  - Żółty Rolls-Royce (komediodramat: 122')
- 1965: Bitwa o Ardeny (wojenny: 167')
- 1966: Modesty Blaise (komedia/SF: 119')
- 1967:
  - Casino Royale (komedia: 131')
  - The Long Duel (przygodowy: 115')
- 1968:
  - Mrs. Brown, You've Got a Lovely Daughter (musical: 110')
  - Jedzie Villa (western: 125')
- 1969:
  - Ciężkie zadanie (dramat sensacyjny: 106')
  - Topaz (dresczowiec: 143')
- 1971: Lalka na łańcuchu (dresczowiec: 98')
- 1973: Si può essere più bastardi dell'ispettore Cliff? (kryminał: 95')
- 1974: Bestia musi zginąć (horror: 93')
- 1976:
  - Mesjasz (biograficzny: 177')
  - Emily (melodramat: 87')
  - Prorok (biograficzny: 207')
  - Not Now, Comrade (komedia: 89')
- 1978: Dzikie gęsi (film akcji: 134')
- 1980: Lew pustyni (biograficzny: 173')
- 1983: Al-mas' Ala Al-Kubra (dramat wojenny: 170')

## Nagrody
- Nagroda Akademii Filmowej 1957: Most na rzece Kwai